# Bifurcaria bifurcata
Bifurcaria bifurcata es una especie de alga parda de la familia Sargassaceae, que se encuentra en la zona intermareal de la costa atlántica de Europa.

## Descripción
El alga suele alcanzar una longitud de entre 25 y 50 cm. El tallo, de color verde amarillento a marrón, consta de un eje cilíndrico que se ramifica dicotómicamente a intervalos regulares. Como ocurre con todas las algas pardas, el color parduzco es causado por el pigmento fucoxantina. Las puntas de las secciones estériles del talo son redondeadas y ligeramente engrosadas. Tanto los anteridios como como los oogonios (gametangios productores de gametos masculinos y femeninos, respectivamente) se forman en los receptáculos (áreas fértiles) del talo o cuerpo del alga.

## Distribución
Bifurcaria bifurcata está muy extendida en las costas atlánticas europeas. Por ejemplo, se pueden encontrar en Gran Bretaña, Irlanda, Heligoland, Francia, España y Portugal, así como en Marruecos, pero no en Escocia, Islandia y Escandinavia.

## Etimología
Tanto el nombre del género Bifurcaria como el epíteto de la especie bifurcata se refieren a las características ramas en forma de horquilla (bifurcaciones) de esta especie de alga parda.

## Galería de imágenes

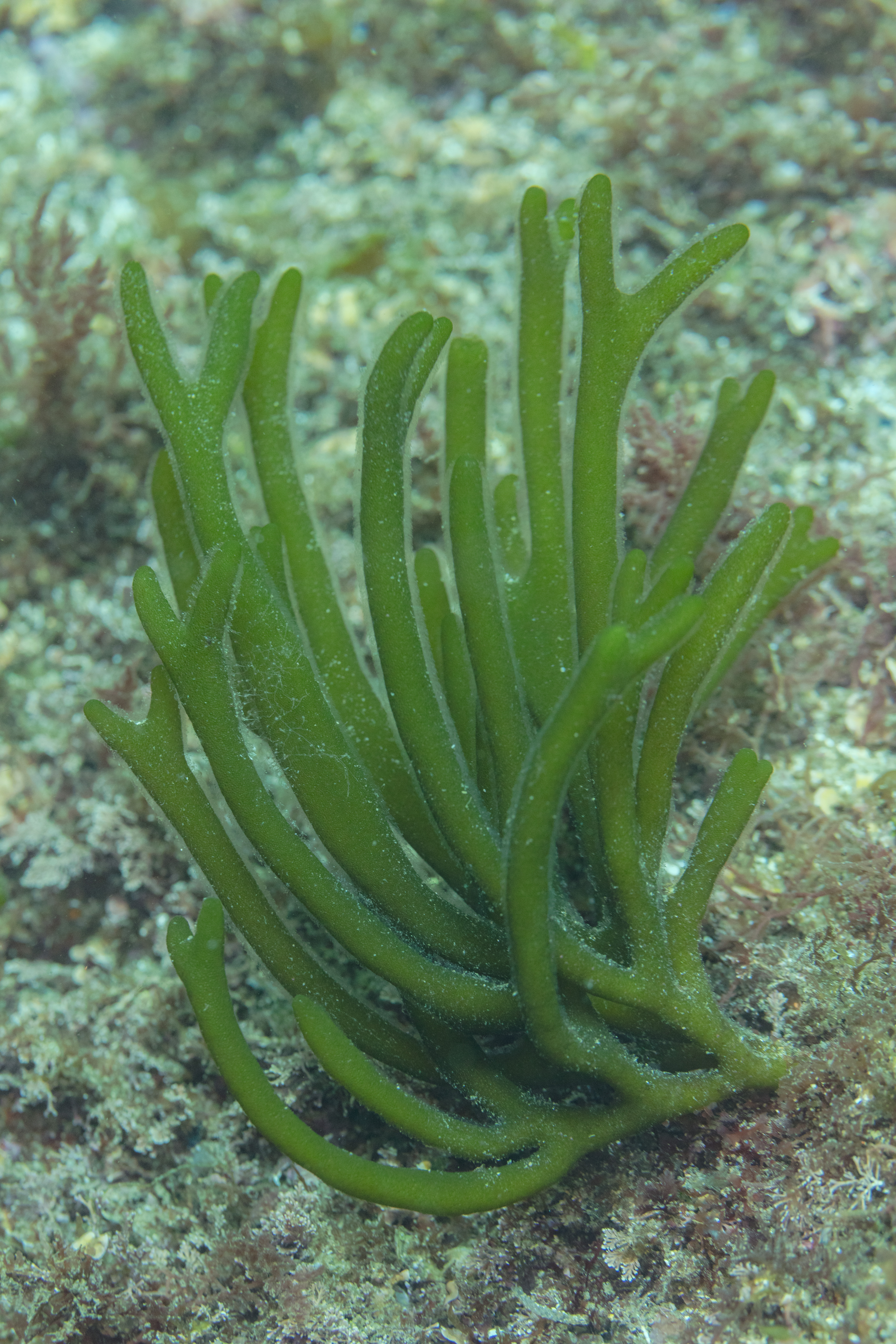
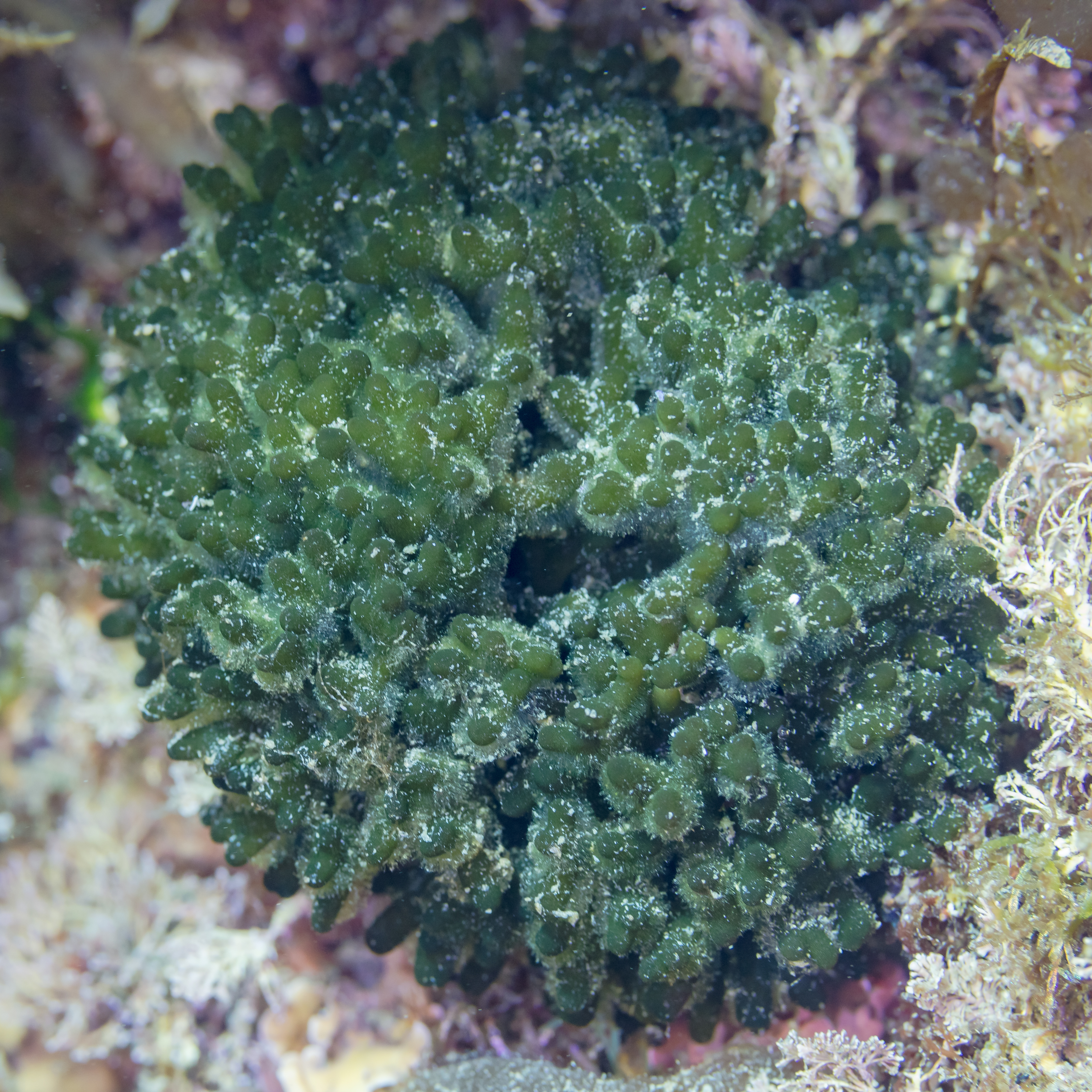
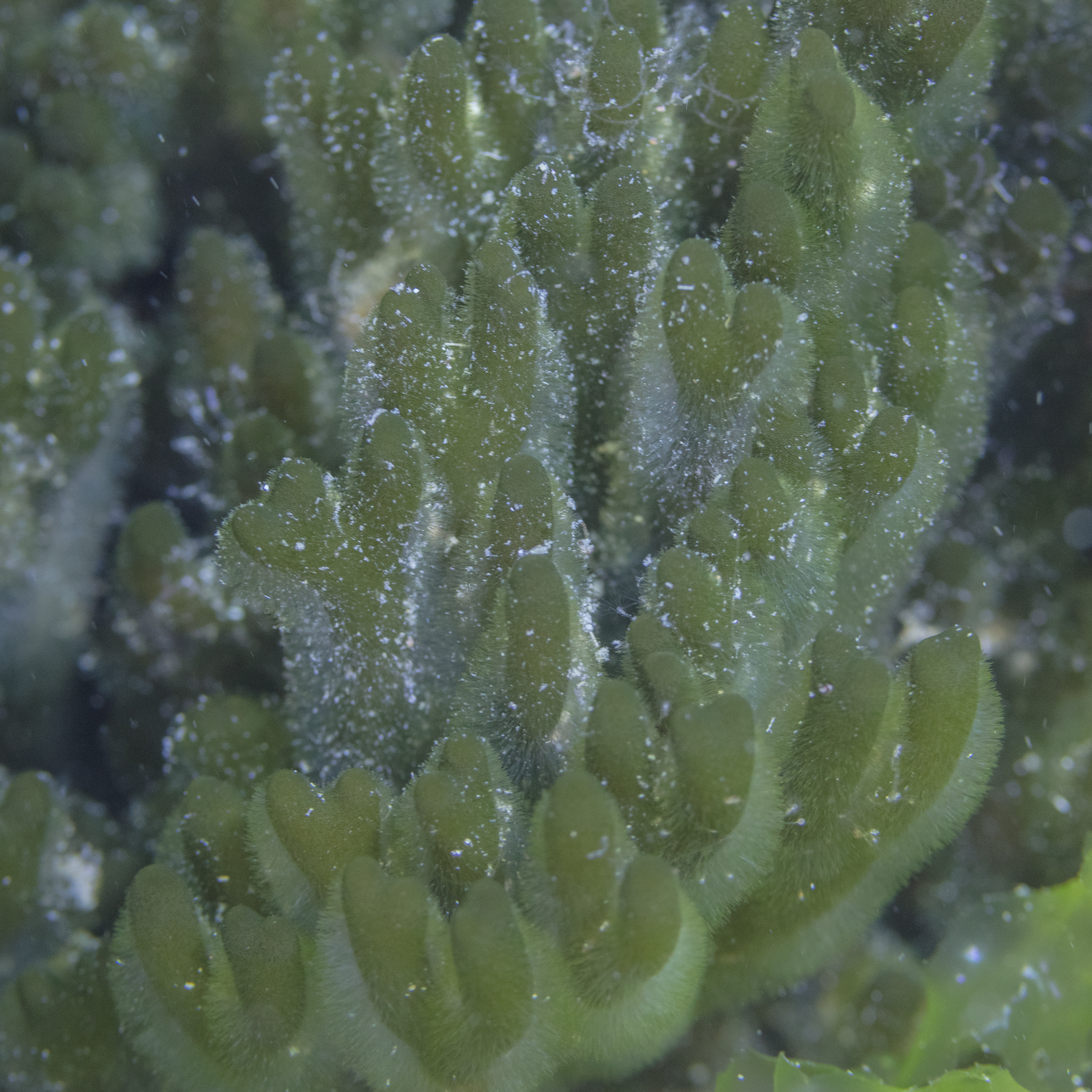